# Alex Kendrick
Alex Kendrick (Athens, 11 giugno 1970) è un attore, sceneggiatore, produttore cinematografico  e regista statunitense.

## Biografia
Nato e cresciuto ad Athens, Georgia, da una famiglia di 7 fratelli, si è laureato in Scienze della comunicazione alla Kennesaw State University, per poi iniziare a lavorare come deejay presso una radio cristiana: infatti poi frequenta il seminario teologico pastorale di New Orleans e diviene sacerdote.
Dal 1999 al 2014, Kendrick è stato un Pastore associato presso la Sherwood Baptist Church di Albany (Georgia). Nel 2002 ha fondato la Sherwood Pictures, un'entità di produzione cinematografica con cui ha realizzato film di ispirazione cristiana come Flywheel (2003), Affrontando i giganti (2006), Fireproof (2008) e Courageous (2011).
È coautore di diversi libri con il fratello Stephen, tra cui The Love Dare, divenuto presto un best seller negli Stati Uniti.
Nel 2015 ha realizzato il film Le armi del cuore, incentrato sull'identità religiosa e la fede cristiana, tema che riprende poi in Correre per ricominciare, nel 2019.

## Vita privata
Alex Kendrick ha una moglie, Christina, con cui ha avuto ben sei figli: in ordine Catherine, Joy, Anna, Joshua, Caleb e Laura.

## Filmografia

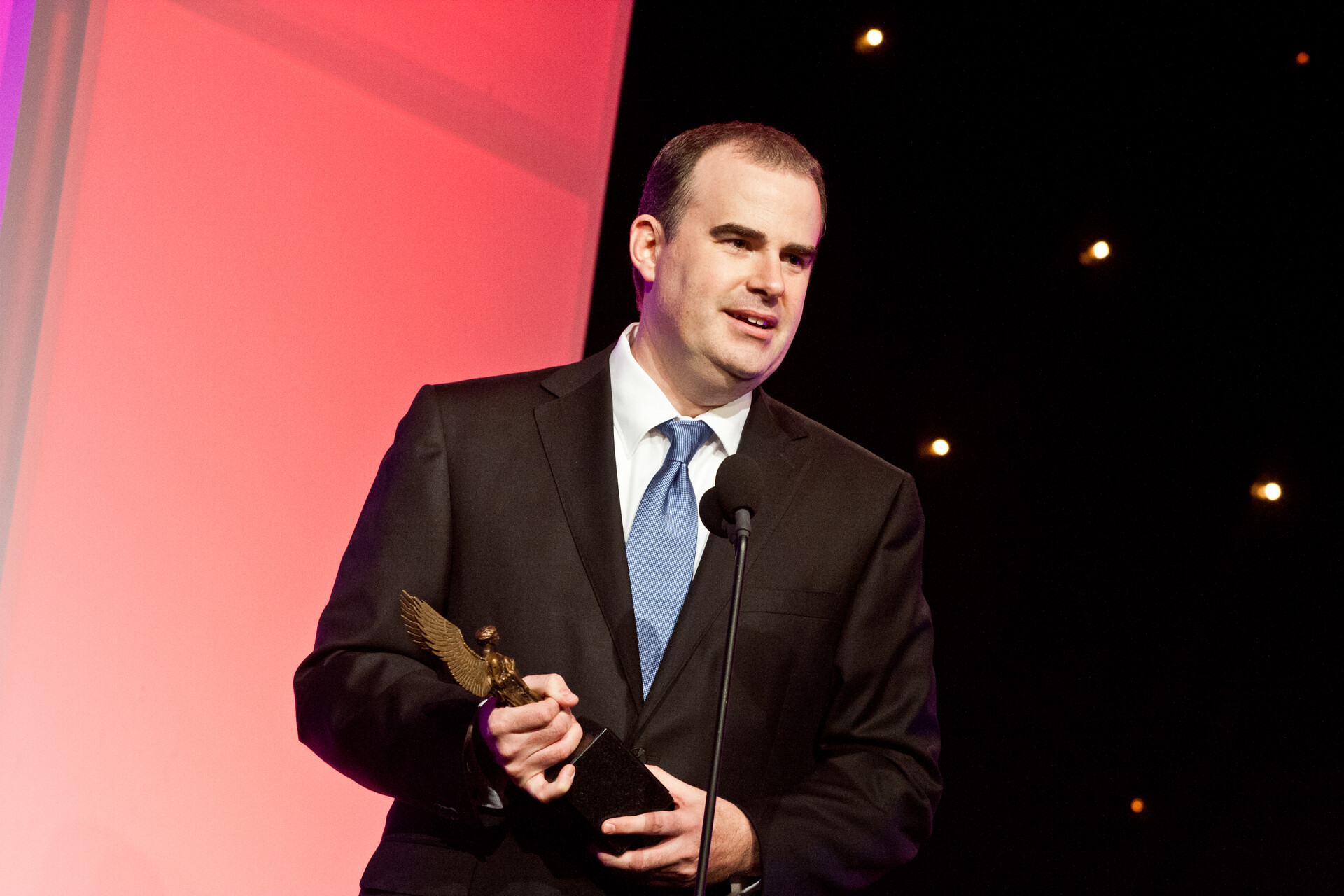
Alex Kendrick alla premiazione della 20ª edizione dei Movieguide Awards.

### Regista e produttore
- Flywheel (2003) - regista, sceneggiatore, produttore e attore
- Affrontando i giganti (Facing the Giants) (2006) - regista, sceneggiatore, produttore e attore
- Fireproof (2008) - regista, sceneggiatore, produttore e attore
- Courageous (2011) - regista, sceneggiatore, produttore e attore
- Le armi del cuore (War Room) (2015) - regista, sceneggiatore e attore
- Correre per ricominciare (Overcomer) (2019) - regista, sceneggiatore e attore

Solo attore
- The Lost Medallion: The Adventures of Billy Stone, regia di Bill Muir (2013)
- Mamma che notte! (Moms' Night Out), regia degli Erwin Brothers (2014)

## Riconoscimenti
- Festival di Cannes
  - 2012 – Grand Prix Speciale della Giuria per Courageous
  - 2012 – Candidatura per la Palma d'oro al miglior film per Courageous
- Movieguide Awards
  - 2012 – Miglior performance per Courageous